# 加斯帕尔·本图拉
加斯帕尔·本图拉（西班牙語：Gaspar Ventura，1955年2月5日—），西班牙男子水球运动员。他曾代表西班牙参加1972年和1980年夏季奥林匹克运动会水球比赛，分别获得第十名和第四名。